# Ятійо Йоненаґа-Ясуда
Ятійо Йоненаґа-Ясуда (англ. Yatiyo Yonenaga-Yassuda) — бразильська біолог японського походження.

## Біографія
Ятійо Йоненаґа-Ясуда отримала три ступені в Університеті Сан-Паулу, й отримала докторський ступінь з генетичної біології в 1973 році. В 1969 році вона стала доцентом кафедри біології Інституту біологічних наук Університету Сан-Паулу, Бразилія. Вона спеціалізується на генетиці хребетних, зокрема гризунів. Вона написала численні статті про бразильську фауну гризунів, сумчастих, ящірок і амфібій під цитогенетичними, молекулярними та морфологічними аспектами.

## Описані таксони
- Akodon paranaensis Christoff, Fagundes, Sbalqueiro, Mattevi & Yonenaga-Yassuda, 2000
- Rhachisaurinae Pellegrino, Rodrigues, Yonenaga-Yassuda & Sites Jr, 2001
- Tropidurus psammonastes Rodrigues, Kasahara & Yonenaga-Yassuda, 1988

## Вшанування
На честь вченої названо вид Trinomys yonenagae знайдений у штаті Баїя, східна Бразилія.